# Studio/K

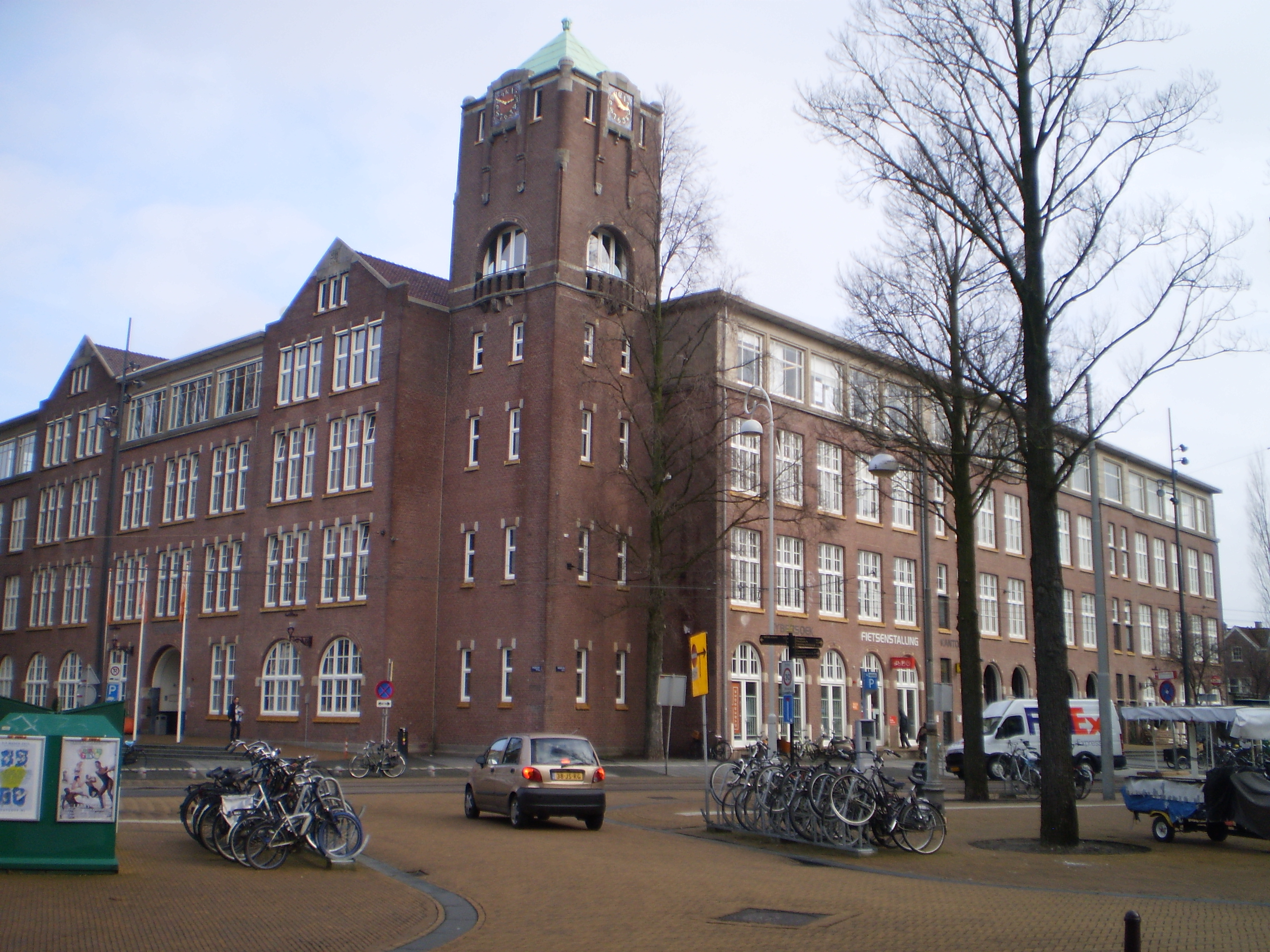
In het rechter deel de ingang van Studio/K

Studio/K is een bioscoop annex café-restaurant / club in Amsterdam in stadsdeel Oost in de Indische buurt. Studio/K is opgericht in 2007 en voortgekomen als zusterorganisatie van bioscoop Kriterion. Beide bioscopen worden volledig georganiseerd en gerund door studenten. Studio/K is vernoemd naar de oude bovenzaal van Kriterion. De bioscoop is gevestigd aan het Timorplein huisnummer 62 in bedrijfsverzamelgebouw Timorplein 21-82 en is aangesloten bij Cineville.